# Neander (Kiel)

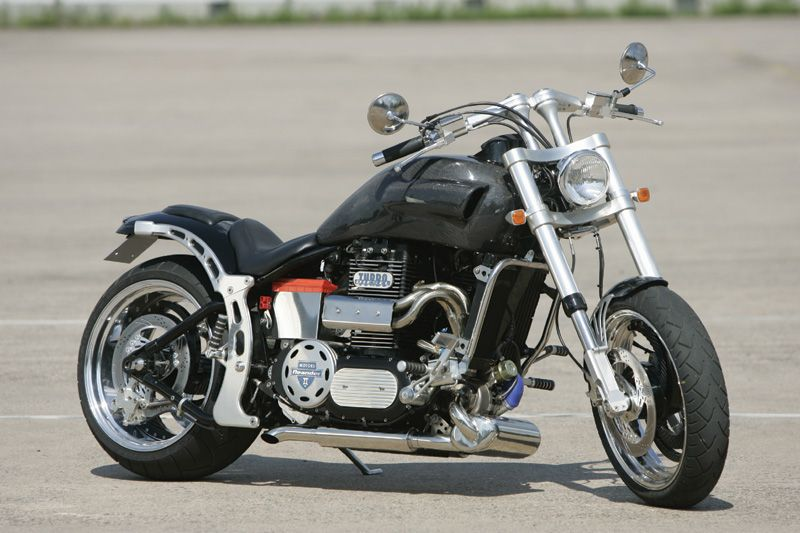
Neander 1400 TD

Neander (Neander Motors GmbH, Kiel) is een Duitse fabriek die zich specialiseert in Turbo-diesel motoren en in 2005 het voornemen had een motorfiets met een dergelijk motorblok op de markt te brengen. In 2009 gebeurde dit daadwerkelijk. De Neander is een 1.400 cc tweecilinder dieselmotorfiets met twee krukassen die, om trillingen tegen te gaan, tegen elkaar in draaien. De machine levert 112 pk bij 4.200 tpm.
- Er is ook een historisch motorfietsmerk met de naam Neander, zie Neander (Euskirchen)